# جوزيف غريمالدي

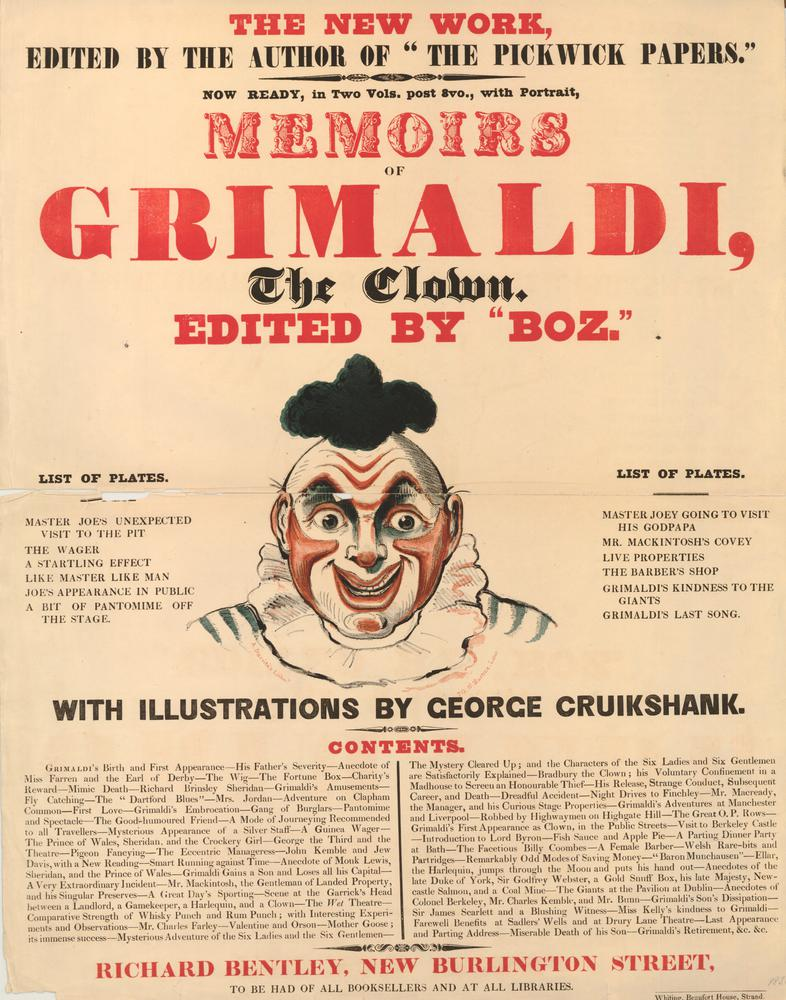

جوزيف غريمالدي (بالإنجليزية: Joseph Grimaldi)‏ (و. 1778 – 1837 م) هو ممثل، وراقص، ومهرج، ومغني، ولاعب سيرك ‏، من المملكة المتحدة، ولد في لندن، توفي في لندن، عن عمر يناهز 59 عاماً.

## روابط خارجية
- جوزيف غريمالدي على موقع الموسوعة البريطانية (الإنجليزية)
- جوزيف غريمالدي على موقع إن إن دي بي (الإنجليزية)